# Grand Romantic
Grand Romantic è il primo album da solista di Nate Ruess, già frontman della band indie pop Fun., pubblicato il 16 giugno 2015.

## Promozione
Il 10 giugno, l'album è stato reso disponibile in streaming sul sito ufficiale di MTV. E nello stesso giorno, è stato rilasciato via web il video promozionale del brano "AhHa".

## Tracce
1. Grand Romantic (Intro) – 0:43
2. AhHa – 4:24
3. Nothing Without Love – 3:56
4. Take It Back – 4:24
5. You Light My Fire – 3:12
6. What This World Is Coming To (featuring Beck) – 4:03
7. Great Big Storm – 4:01
8. Moment – 4:13
9. It Only Gets Much Worse – 4:18
10. Grand Romantic – 3:36
11. Harsh Light – 4:51
12. Brightside – 4:35